# Gremi de Flequers de Barcelona
Gremi de Flequers de Barcelona és una institució que agrupa els professionals del sector de la fleca de Barcelona i defensa els empresaris del sector. La seva seu és al carrer Pau Claris de Barcelona i el seu actual president és Jaume Bertrán.

## Història
El Gremi de Flequers fou fundat el 15 d'agost de 1368 de la unió dels gremis de forners i flequers sota Pere el Cerimoniós com a Confraria de Sant Miquel Arcàngel, essent per tant una de les institucions més antigues d'Europa, i una de les poques corporacions que es manté activa. El seu sant patró és Sant Miquel. El 1474 el rei Joan II d'Aragó va confirmar l'ofici de flequer. El 16 de juliol de 1493 s'ordenà que els forners i els flequers a comercialitza el pa en els mercats públics. La seva insígnia apareix en una rajola del Saló de Cent de l'Ajuntament de Barcelona
La seu del Gremi fou l'antic convent de Sant Agustí, fins que després del setge de Barcelona de 1714 es va traslladar al barri del Raval. El 1869 es formà el Mont de Pietat de Sant Honorat, que el 1895 es convertí en Centre Gremial de Sant Honorat, corporació professional. Actualment també fa tasques d'assessoria laboral i professional als seus afiliats, així com cursos de formació.

## Funcions
- És l'interlocutor vàlid davant les Institucions en representació dels flequers
- Forma part de la mesa negociadora del conveni laboral
- Divulga informació als seus associats